# Хут Аул (Оклахома)
Хут Аул (енгл. Hoot Owl) град је у америчкој савезној држави Оклахома.

## Демографија
По попису из 2010. године број становника је 4.
| Група             | 2000.    | 2010.    |
| Белци             | 0 (0,0%) | 0 (0,0%) |
| Афроамериканци    | 0 (0,0%) | 0 (0,0%) |
| Азијати           | 0 (0,0%) | 0 (0,0%) |
| Хиспаноамериканци | 0 (0,0%) | 0 (0,0%) |
| Укупно            | 0        | 4        |